# 超香少年サトル
『超香少年サトル』（ちょうこうしょうねんサトル）は、上田悦による日本の漫画作品。1994年から1997年に『週刊少年チャンピオン』（秋田書店）で連載された。単行本は全10巻。

## 概要
「香り師」の家系に生まれた中学生の主人公・香野院悟（こうのいん さとる）が、香の分家や本家と対立しながらも、様々なトラブルを調香の技術を用いて作成した香で解決していくストーリーで、1話完結式。決め台詞は「これにて闇を浄香（じょうか）せん!」。